# Sillamäe
Sillamäe (rusky Силламяэ, německy Sillamäggi) je samosprávné město v estonském kraji Ida-Virumaa. Město leží na pobřeží Narvského zálivu při ústí řeky Sõtke, přibližně v půli cesty mezi Jõhvi a Narvou. Žije v něm přibližně 12 tisíc obyvatel, z nichž většinu tvoří Rusové.

## Historie města
První písemná zmínka pochází z roku 1502, kdy bylo Sillamäe majetkem Livonského řádu, městem je od roku 1957. Název je odvozován z výrazu „kopec u mostu“. V devatenáctém století bylo Sillamäe luxusním přímořským letoviskem, v roce 1926 byla zahájena těžba ropných břidlic. V roce 1946 zde vznikla továrna na zpracování uranu a Sillamäe se až do konce sovětské nadvlády nad Estonskem stalo uzavřeným městem. Město je v Estonsku ojedinělým příkladem socialistické architektury.
Továrna patří od roku 1997 firmě Silmet a je významným zpracovatelem vzácných zemin. Skladiště radioaktivního odpadu představuje hrozbu pro zdraví místních obyvatel.
V roce 2005 byl otevřen přístav, který má lodní spojení s finským městem Kotka.

## Galerie

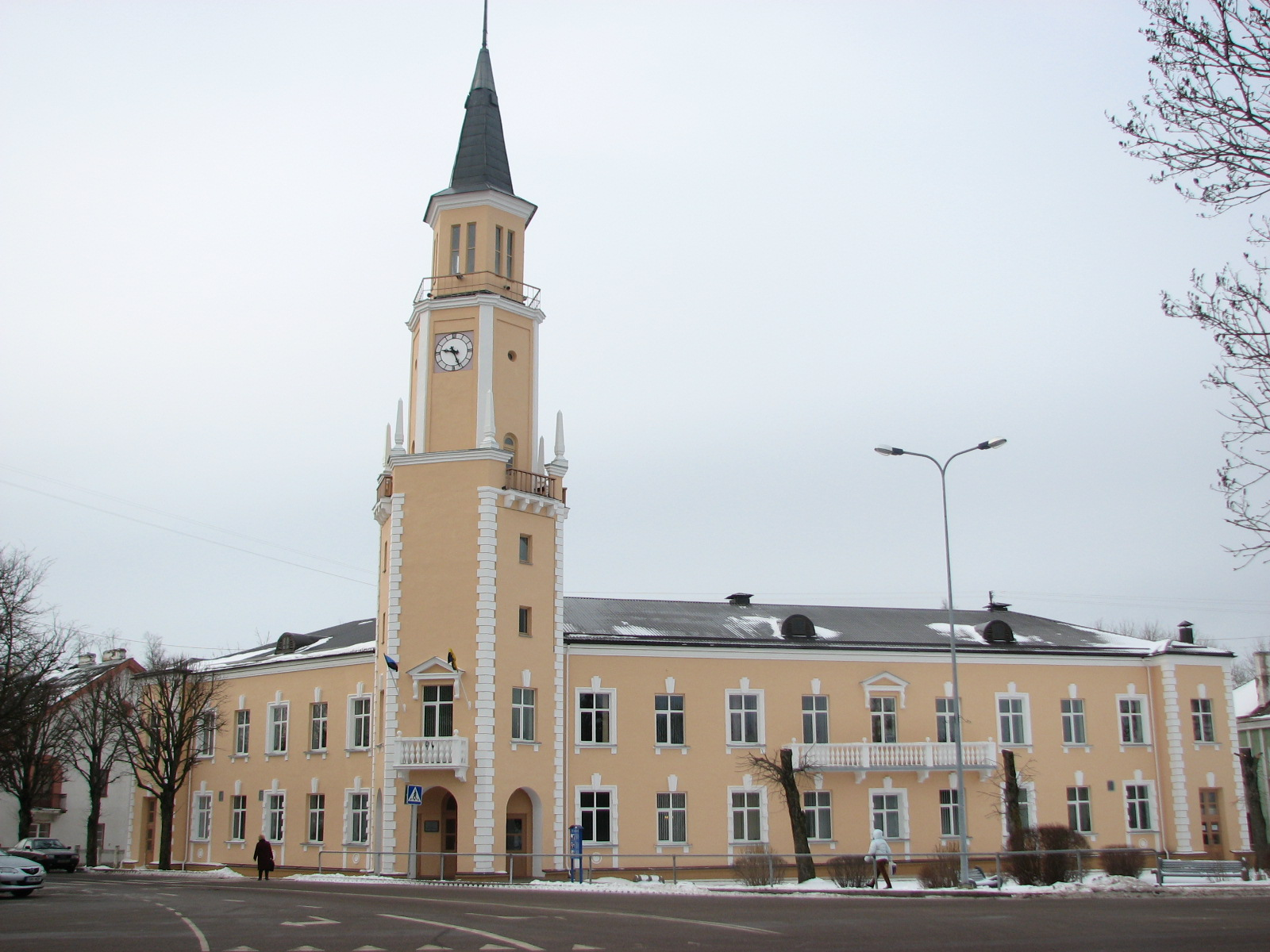
Radnice
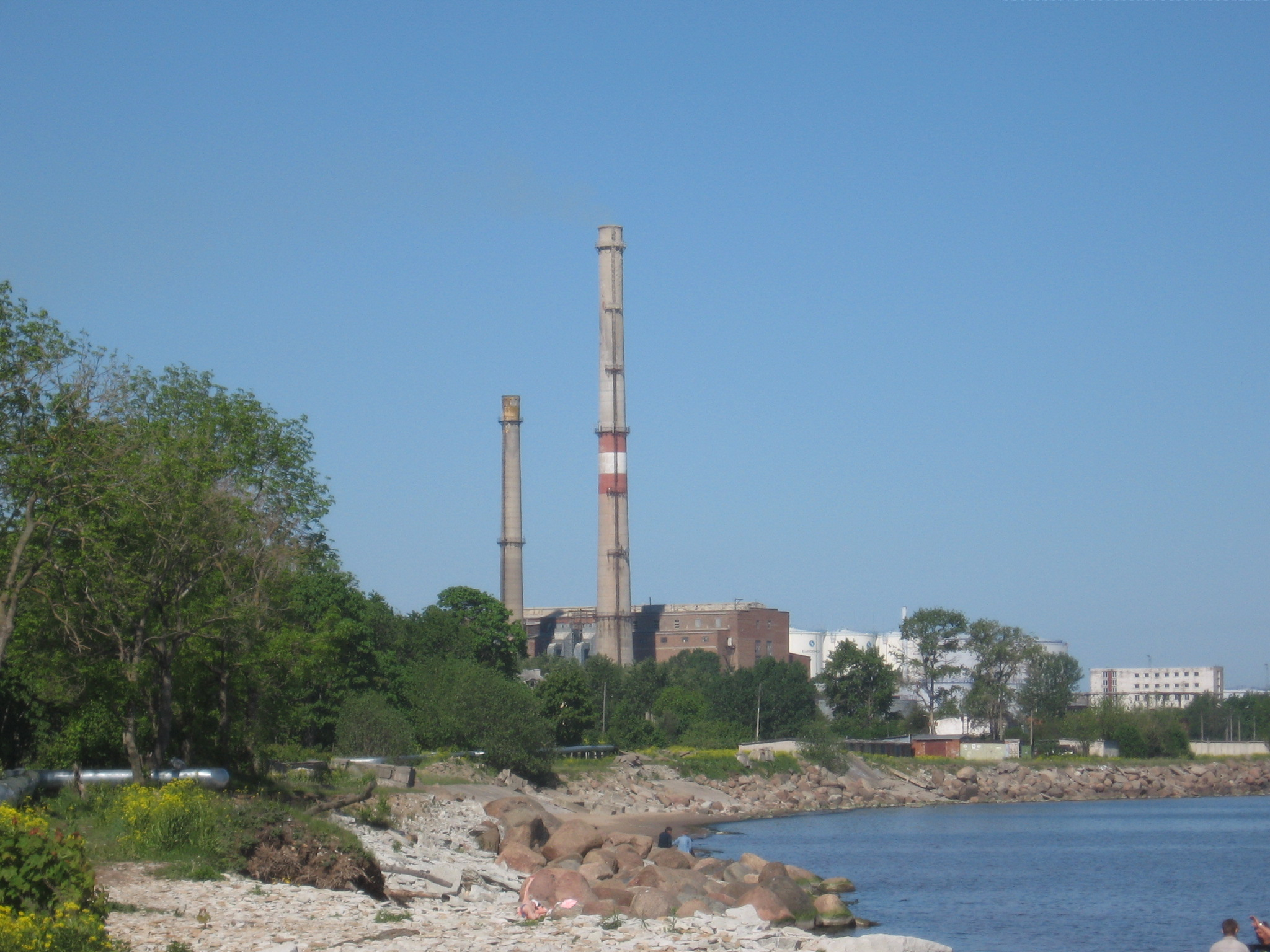
Tepelná elektrárna v Sillamäe

## Partnerská města
- Brovary, Ukrajina
- Bützow, Německo
- Havre de Grace, Maryland, USA
- Kotka, Finsko
- Mscislaŭ, Bělorusko
- Nokia, Finsko